# Barmstedter Zeitung
Die Barmstedter Zeitung ist eine 1879 gegründete regionale Tageszeitung für den Raum Barmstedt. Sie erscheint im Verlag A. Beig Druckerei und Verlag GmbH & Co. KG. Die verkaufte Auflage wird nicht mehr einzeln ausgewiesen. Sie lag zuletzt bei etwas mehr als 2000 Exemplaren.
Die Tageszeitung gliedert sich in zwei Bücher: Lokales (Berichterstattung aus den Kommunen im Kreis Pinneberg sowie Ellerau (Bad Segeberg)) und Regionales (Kreis Pinneberg, Schleswig-Holstein, Hamburg) sowie Überregionales (Deutschland und die Welt) und Vermischtes.
Chefredakteure sind Gerrit Bastian Mathiesen und Jan Frederik Schönstedt. Sie verantworten alle Produkte des Medienhauses, d. h. auch das Pinneberger Tageblatt, Quickborner Tageblatt, Schenefelder Tageblatt, Wedel-Schulauer Tageblatt, Elmshorner Nachrichten, Uetersener Nachrichten sowie die digitalen Medien.
Herausgeber sind Werner F. Ebke und der Verleger Jan Dirk Elstermann.
Seit 1999 besteht die Homepage. Seit Dezember 2009 gibt es die Tageszeitung als ePaper. Seit Dezember 2012 ist die Tageszeitung als App für iPhone und iPad erhältlich.

## Geschichte
Anton Füßlein publiziert am 5. April 1879 die erste Ausgabe der Barmstedter Zeitung. Unter dem Titel stand die Unterzeile „Local- und Anzeigeblatt für Barmstedt, Hörnerkirchen, Kaltenkirchen und Quickborn“. 1884 verkaufte Füßlein den Betrieb an den Buchdrucker August Christen, der die Zeitung 1905 an Johannes Prange veräußerte. Die Barmstedter Zeitung blieb bis zum 1. Januar 2001 im Familienbesitz. Seitdem gehört sie zum A. Beig-Verlag.

## Auflage
Die Auflage der Barmstedter Zeitung betrug 2011, dem Zeitpunkt der letzten gesonderten Meldung an die IVW, 2.143 Exemplare. Das entspricht einer Steigerung von 55 Stück oder 3 Prozent gegenüber 1998. Seitdem wird die Auflage nur noch gemeinsam mit den Elmshorner Nachrichten ausgewiesen.
| 1998 | 1999 | 2000 | 2001 | 2002 | 2003 | 2004 | 2005 | 2006 | 2007 | 2008 | 2009 | 2010 | 2011 | 2012 | 2013 | 2014 | 2015 | 2016 | 2017 | 2018 | 2019 | 2020 | 2021 | 2022 | 2023 | 2024 |
| ---- | ---- | ---- | ---- | ---- | ---- | ---- | ---- | ---- | ---- | ---- | ---- | ---- | ---- | ---- | ---- | ---- | ---- | ---- | ---- | ---- | ---- | ---- | ---- | ---- | ---- | ---- |
| 2057 | 2000 | 1949 | 2091 | 2040 | 2060 | 2076 | 2220 | 2185 | 2219 | 2220 | 2148 | 2147 | 2143 |      |      |      |      |      |      |      |      |      |      |      |      |      |